# Gyula Juhász
Gyula Juhász (ur. 4 kwietnia 1883 w Segedynie, zm. 6 kwietnia 1937 tamże) – węgierski poeta.

## Życiorys
Jego pierwsze wiersze były publikowane w Segedyni Napló w 1899 roku. Pomiędzy 1903, a 1906 rokiem był studentem Uniwersytetu w Budapeszcie, gdzie poznał Mihálya Babitsa i Dezső Kosztolányiego.

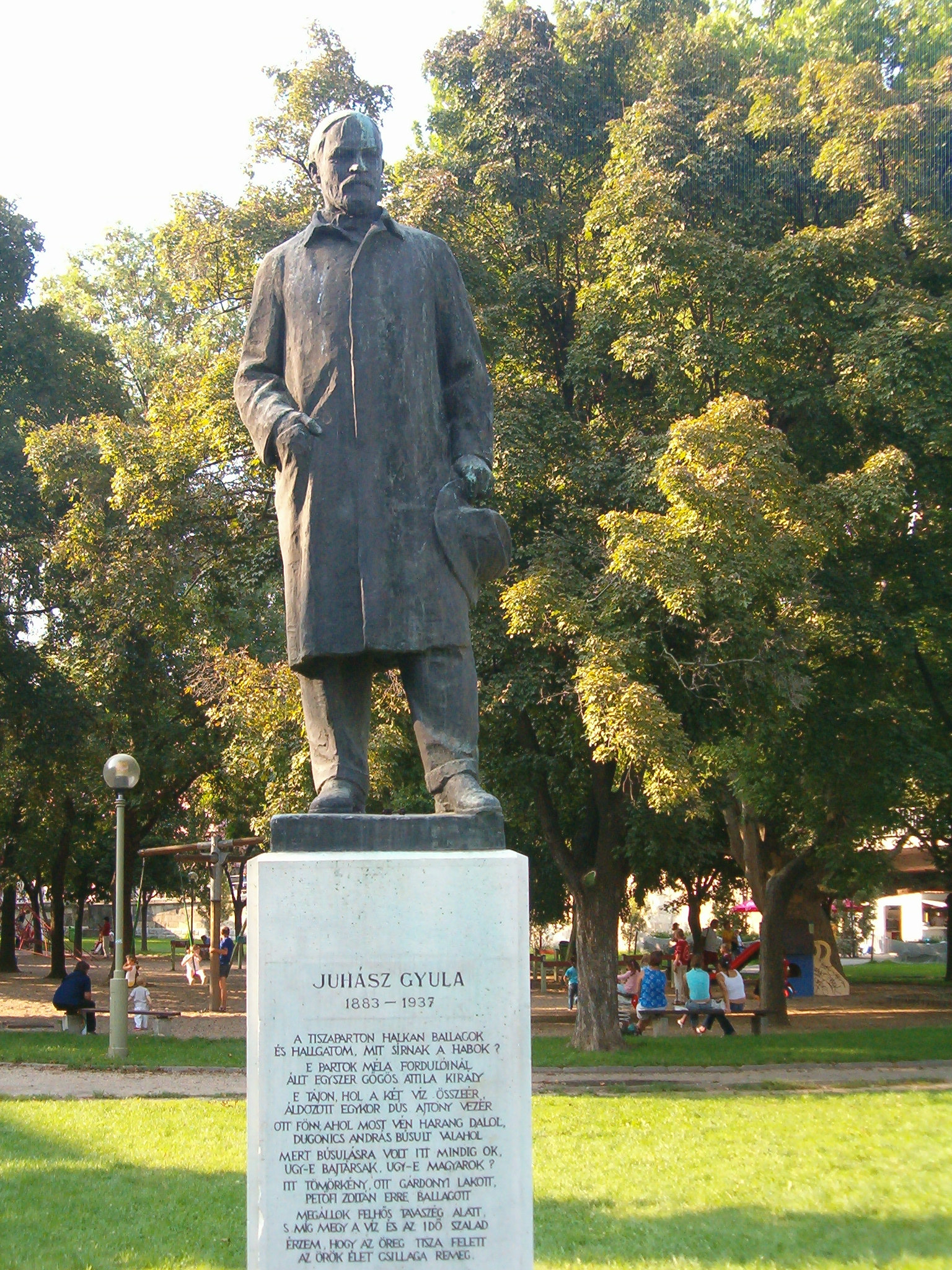
Pomnik Gyuli Juhásza w Segedynie